# Reli Arktik
Reli Arktik novi je reli u natjecanju svjetkog prvenstva koje se održava na cestama prekrivenim snijegom i ledom u Rovaniemiju u Laponiji u Finskoj. Organizira se kontinuirano od 1966. godine kao lokalni finski reli. Godine 2021., ukidanjem relija u Švedskoj reli postaje dio svjetskog prvenstva.

### Pobjednici po godinama
| Godina | Vozač     | Automobil             |
| ------ | --------- | --------------------- |
| 2021.  | Ott Tänak | Hyundai i20 Coupe WRC |

## Vanjske poveznice
|  | Zajednički poslužitelj ima još gradiva o temi Reli Arktik |